# محطة قطار سانت بانكراس
محطة سكة حديد سانت بانكراس (بالإنجليزية: St Pancras railway station)‏‏ هي محطة قطار في المملكة المتحدة، تُشغلها قطارات إيست ميدلاند. افتُتحت هذه المحطة في 1861، ويبلغ عدد مسارات أرصفتها 15.

## الموقع
تقع محطة سانت بانكراس في الطرف الجنوبي من منطقة كامدن بلندن. يحد جنوبها طريق يوستون (جزء من الطريق الدائري الداخلي بلندن) وواجهتها فندق سانت بانكراس رينيسانس بينما يحدها في الغرب طريق ميدلاند الذي يفصلها عن المكتبة البريطانية والشرق طريق بانكراس الذي يفصلها عن محطة كينغز كروس. المكتبة البريطانية موجودة في موقع ساحة البضائع السابق.
خلف الفندق توجد سقيفة القطار بإرتفاع 5 م (17 قدم) فوق مستوى الشارع والمنطقة أدناه تشكل غرفة مقباة. يحد النصف الشمالي من المحطة بشكل أساسي شارع كاملي مع منتزه كاملي ستريت الطبيعي. في الشمال الشرقي يوجد منطقة كينغز كروس سنترال (المعروف سابقًا باسم أراضي السكك الحديدية) وهو مجمع من خطوط السكك الحديدية المتقاطعة التي تعبرها عدة طرق وقناة ريجنت. تخدم العديد من خطوط الحافلات في لندن سانت بانكراس بما في ذلك خطوط 59 و 73 و 205 و 390.

## محطة محلية

### نبذة
يأتي اسم المحطة من حي سانت بانكراس الذي ينحد من الفتى المسيحي الشهيد بانكراس أحد أبناء روما الذي نشأ في القرن الرابع الميلادي. تم تكليف المحطة الي سكك حديد ميدلاند (MR) التي كان لديها شبكة من الطرق في ميدلاند وفي جنوب وغرب يوركشاير ولانكشاير ولكن ليس هناك طريق خاص بها إلى لندن. قبل عام 1857 استخدم محطات ميدلاند خطوط شركة سكك حديد لندن وشمال غرب (L & NWR) المتجهة إلى العاصمة وبعد ذلك سمحت شركة ليستر وهيتشن للسكك الحديدية بالوصول إلى لندن عبر السكك الحديدية الشمالية العظمى (GNR).
في عام 1862 عانت حركة المرور الي المعرض الدولي الثاني من ازدحامات كثيرة على امتداد الخط المؤدي إلى لندن عبر مسار السكك الحديدية الشمالية العظمى (GNR). كان الطريق إلى المدينة عبر خطوط شركة سكك حديد لندن وشمال غرب (L & NWR) ممتلئًا أيضًا. حيث تسببت قطارات الفحم في وصول شبكة المواصلات في محطة رجبي ومحطات أخرى إلى اختناق مروري صعب. كان هذا هو الحافز لسكك حديد ميدلاند (MR) لبناء خط خاص بها إلى لندن من بيدفورد والذي سيكون أقل طولا بقليل من 50 ميل (80 كـم) .كان صموئيل كارتر محاميًا لمشروع القانون البرلماني الذي تمت المصادقة عليه عام 1863.
كان التبرير الاقتصادي الرئيسي للشركة هو نقل الفحم والسلع الأخرى إلى العاصمة والتي أعاقتها رسوم 1 شلينغ و 6 بنسات فرضتها خطوط السكك الحديدية الشمالية العظمى (GNR). تم إنشاء محطة بضائع كبيرة بين عامي 1862 و 1865 وتقع إلى الغرب من مستودع فحم كينغز كروس بين شركة سكة حديد شمال لندن وقناة ريجنت.
على الرغم من أن الفحم والبضائع كانا الدافع الرئيسي لإنشاء الخط في لندن أدركت ميدلاند مكانة وجود محطة ركاب في وسط لندن \وقررت أنه يجب أن يكون لها واجهة على طريق يوستون. اشترت الشركة الجزء الشرقي من الأرض على الجانب الشمالي من الطريق المملوكة لإيرل سومرز.

### أعمال البناء
تم تصميم محطة الركاب من قبل ويليام هنري بارلو وتم بناؤها في موقع كان سابقًا أحد الأحياء الفقيرة يسمى اجر تاون.

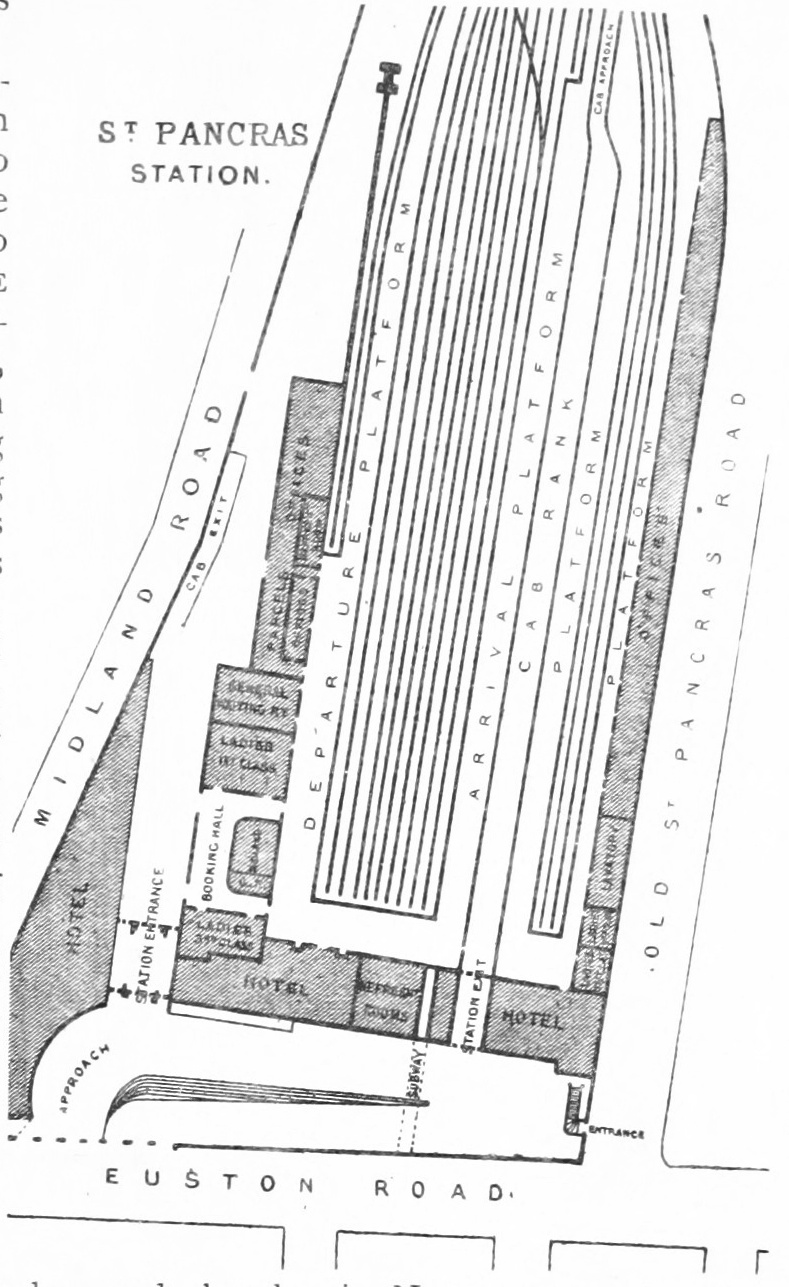
خطة سانت بانكراس عام 1888

 الخط الظاهر بالقرب من المحطة يعبر قناة ريجنت على ارتفاع يسمح للخط بعلو معقول أدى ذلك إلى أن مستوى المحطة كان 20 قدم (6.1 م) فوق مستوى سطح الأرض. الخطط الأولية كانت لسقف من طابقين أو ثلاثة مع وجود فراغ بين المحطة ومستوى الأرض مليء باحجار وتربة من الحفر وذلك ليربط خط ميدلاند الرئيسي إلى فرع سانت بانكراس. بدلاً من ذلك نظرًا لقيمة الأرض في مثل هذا الموقع تم استخدام المنطقة السفلية للشحن لا سيما البيرة والجعة من بورتون.نتيجة لذلك تم بناء غرفة مقبأة باستخدام أعمدة

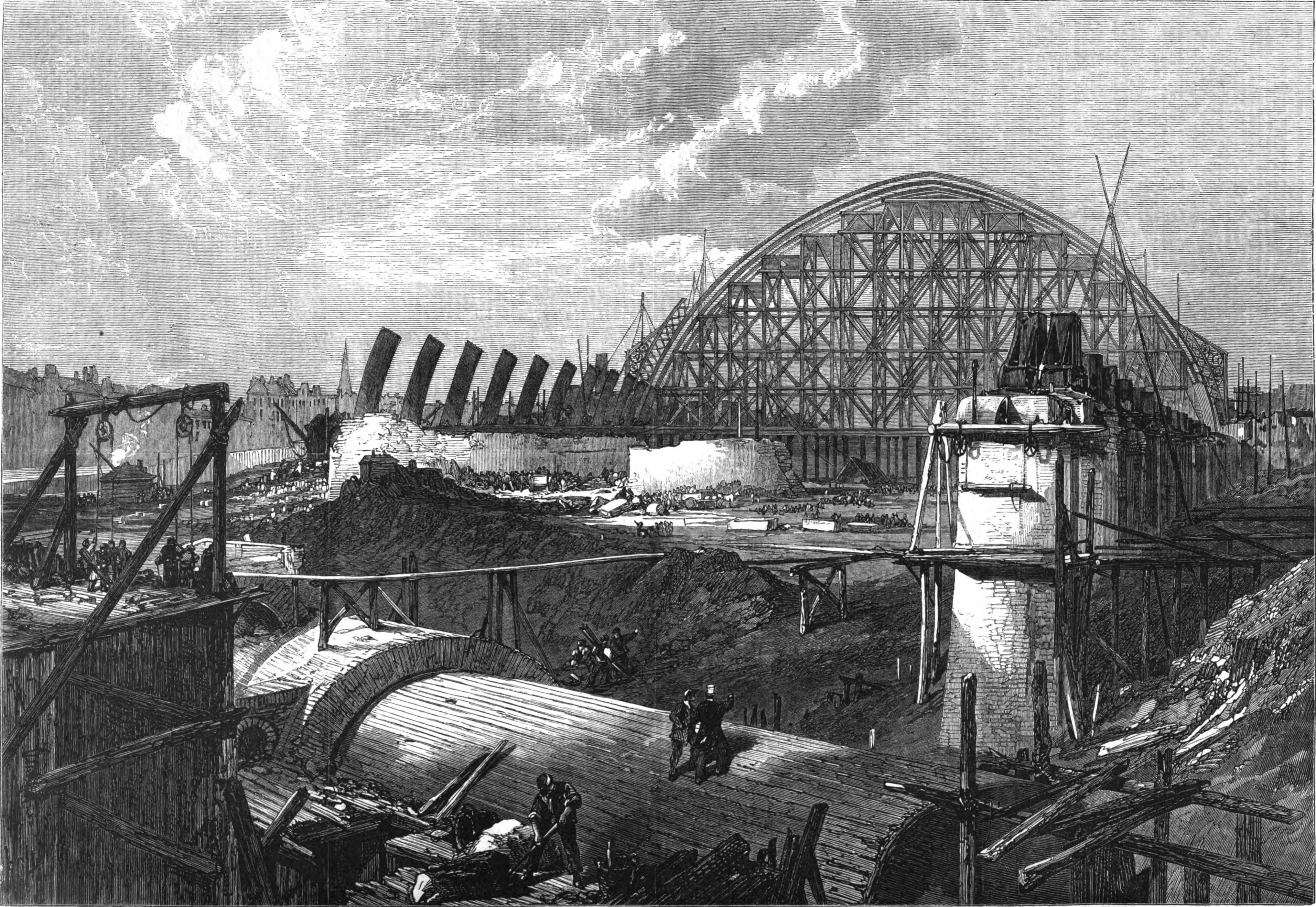
سقيفة قطارات محطة سانت بانكراس تحت الإنشاء عام 1868

وعوارض مما زاد من المساحة ويتم وضعها على نفس الخطط المستخدمة في مستودعات البيرة وبوحدة طول أساسية وهي برميل البيرة.
تم تسليم عقد تشييد البنية التحتية للمحطة وخطوط التوصيل إلى شركة وارينج بارزرز مع مساعدة بارلو كامبيون كمشرفة. احتوى الطابق السفلي لتخزين البيرة على أعمدة داخلية 15 قدم (4.57 م) عرض و 48 قدم (14.63 م) سُمك والتي تحمل العوارض التي تدعم المحطة الرئيسية والمسار.الربط بالخطوط الموسعة (فرع سانت بانكراس) يجري تحت المستوى السفلي للمحطة في اتجاه من الشرق إلى الغرب.
لتجنب تداخل أساسات السقف مع المساحة الموجودة تحته ولتبسيط التصميم وتقليل التكلفة إلى أدنى حد تقرر إنشاء سقف ممتد واحد مع روابط متقاطعة لقوس على مستوى المحطة. كان القوس يبرز مباشرة من مستوى المحطة بدون أرصفة. قدم رولاند ماسون أورديش نصائح إضافية حول تصميم السقف إلى بارلو. كان عمق ضلوع الأقواس 6 قدم (1.8 م) معظمها من أعمال الحديد المفتوحة. عرض الامتداد من الجدار إلى الجدار كان 245 قدم 6 بوصة (74.83 م) مع وجود ضلع كل 29 قدم 4 بوصة (8.94 م) كان القوس عبارة عن تصميم مدبب قليلاً. تم التعاقد مع شركة باترلي لإنشاء الأقواس. التكلفة الإجمالية للسقف المصنوع من 24 ضلعًا والصقل كان أكثر من 53000 جنيه إسترليني أكثر من نصفها كان للأضلاع الرئيسية. كانت تكلفة نهاية الجملون 8500 جنيه إسترليني إضافية.

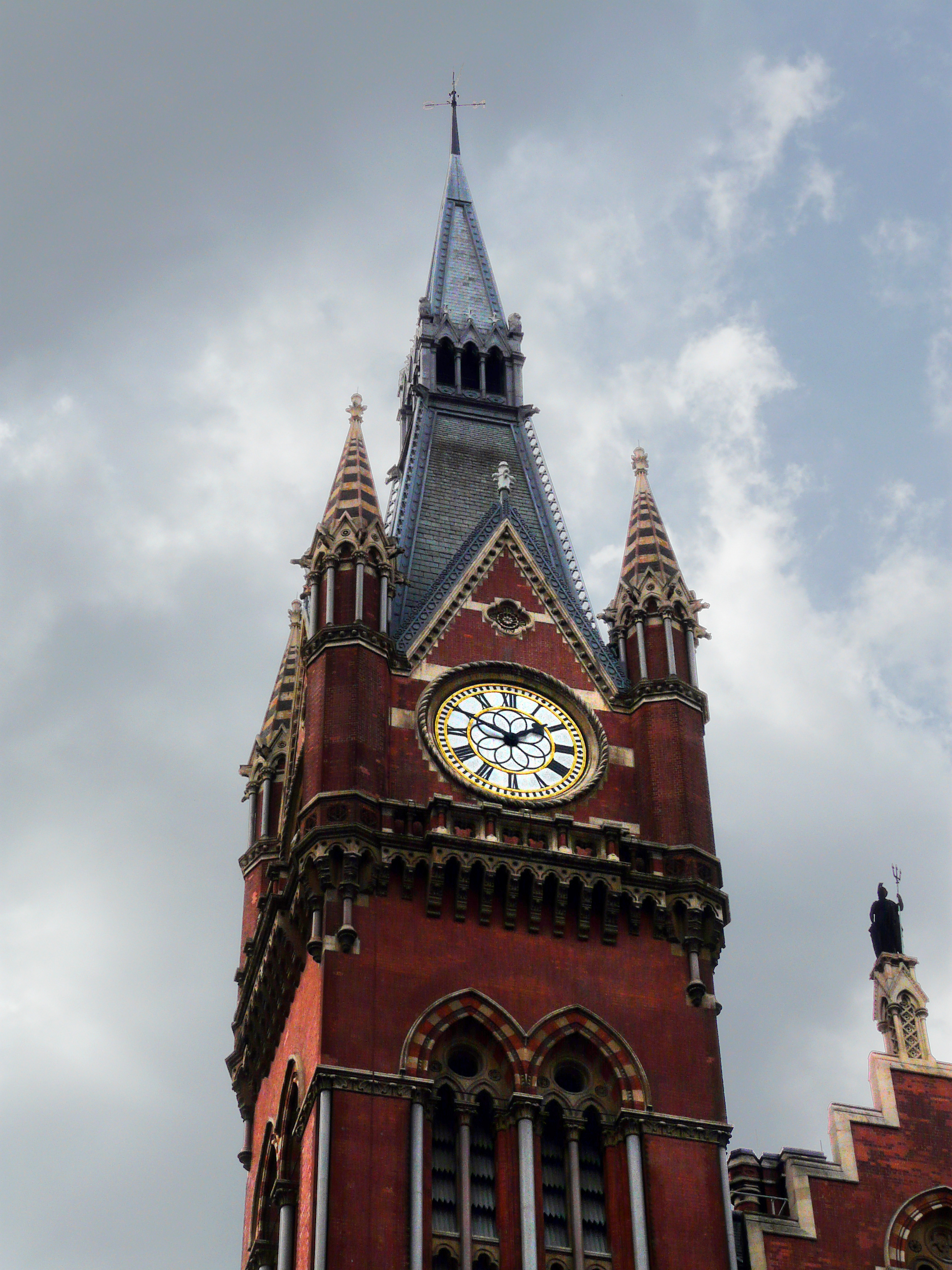
برج الساعة

كان السقف ذو الامتداد الواحد هو الأكبر من نوعه في العالم وقت اكتماله. كانت المواد المستخدمة عبارة عن إطار من الحديد المطاوع بتصميم شبكي مع زجاج يغطي النصف الأوسط وخشب (من الداخل) / إردواز (خارجي) يغطي الأرباع الخارجية. صُقلت الشاشتين النهائيتين بنمط شبكي عمودي مستطيل مع كسوة خشبية مزخرفة حول الحافة وقمة مزخرفة من الحديد المطاوع حول الحافة الخارجية.لقد كان الطول 689 قدم (210.01 م) بطول وعرض 240 قدم (73.15 م) وارتفاع 100 قدم (30.48 م) فوق المسارات. بدأت الخدمات المحلية في الوصول إلى تقاطع ميتروبوليتان للسكك الحديدية أسفل المحطة في 13 يوليو 1868. وافتتحت المحطة نفسها للجمهور في 1 أكتوبر. كانت الخدمة الأولى عبارة عن قطار بريد ليلي من ليدز.

### الخدمات المبكرة
تم بناء المحطة خلال فترة التوسع لشركة ميدلاند حيث تم افتتاح الطرق الرئيسية المؤدية إلى مانشستر ونوتنجهام وشيفيلد وكارلايل خلال هذا الوقت. بحلول عام 1902 كان هناك 150 قطارًا يصل ويغادر المحطة يوميًا على الرغم من أن هذا الرقم كان أقل بكثير من واترلو أو ليفربول ستريت. بالإضافة إلى خدمات ميدلاند استخدمت شركة السكك الحديدية الشرقية العظمى (GER) سانت بانكراس كمحطة لمنطقة وست اند للقطارات المتجهة إلى غريت يارموث ونوروش ولويستوفت بين عامي 1870 و 1917. في مطلع القرن العشرين كان لسانت بانكراس أسرع خدمة إلى كامبردج من كينغز كروس في 71 دقيقة. تم تعليق خدمات شركة السكك الحديدية الشرقية العظمى بسبب الحرب العالمية الأولى ولم تستأنف قط.
بدأت سكك حديد لندن وتيلبيري وساوثيند (LTSR) خدمات قطارات القوارب من سانت بانكراس اعتبارًا من 9 يوليو 1894وذلك بعد افتتاح سكة حديد توتنهام وفورست جيت. كانت القطارات تنطلق من محطة سانت بانكراس إلى محطة تيليبيري مرورا بمحطة شمال توتنهام ومحطة باركنج. ثم وفر ميناء تيلبوري دوكس اتصالاً بأستراليا واسكندنافيا. في العام التالي بدأت سكك حديد لندن وتيلبيري وساوثيند (LTSR) مسارا من محطة سانت بانكراس إلى محطة ثاوسيند سنترال استمرت قطارات القوارب في الانطلاق من سانت بانكراس حتى عام 1963وبعد ذلك تم نقلها إلى شارع ليفربول وشارع فينتشرش.

### التجميع والتأميم والخصخصة

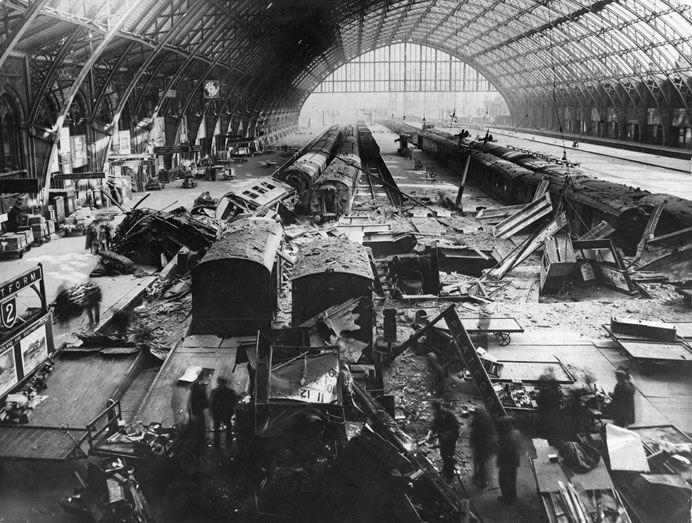
تضررت المحطة بقنبلة في مايو 1941 أثناء الغارة.

فرض قانون السكك الحديدية لعام 1921 اندماج ميدلاند مع سكك حديد لندن وشمال غرب (L & NWR)تحت اسم سكك حديد لندن وميدلاند والسكك الحديدية الاسكتلندية (LMS) واعتمدت الشركة الوليدة علي محطة سكك حديد لندن وشمال غرب يوستون باعتبارها محطتها الرئيسية في لندن. تم إغلاق فندق ميدلاند جراند في عام 1935 واستُخدم المبنى لاحقًا كمكاتب لشركة السكك الحديدية البريطانية. خلال الحرب العالمية الثانية ألحق القصف أضرارًا بسقيفة القطارات والتي لم تصُقل إلا جزئيًا بعد الحرب. في ليلة 10-11 مايو 1941 سقطت قنبلة على أرضية المحطة عند المنصة رقم 3 وانفجرت في أقبية البيرة تحتها. لم تتضرر المحطة بشكل كبير ولكنها أغلقت لمدة ثمانية أيام مع بقاء المنصات 2-3 مغلقة حتى يونيو. في عام 1947 تمت إعادة ارساء تقاطع سانت بانكراس مع أعمال سابقة التجهيز إلى جانب التغييرات المرتبطة بنظام الإشارات.
عند إنشاء السكك الحديدية البريطانية (BR) في عام 1948 تلقت سانت بانكراس استثمارًا كبيرًا بعد إهمالها من قبل شركة سكك حديد لندن وميدلاند والسكك الحديدية الاسكتلندية. تضمنت الوجهات خدمات منطقة لندن إلى الشمال وولويتش وسانت ألبانز وبدفورد. وصلت قطارات المسافات الطويلة إلى غلاسكو وليدز ونوتنغهام وشيفيلد ومانشستر منها قطارات مشهورة مثل قطار البالاتن الذي ينطلق إلى مانشستر  وقطار التايمز - كلايد اكسبريس إلى غلاسكو وقطار ماستر كاتلر إلى شيفيلد (نٌقل من كينغز كروس في عام 1966 والذي نُقل بطبيعة الحال من مرليبون ثماني سنوات قبلها).
في 7 أكتوبر 1957 طُورت الإشارات في المحطة لتحل محل الصناديق الأصلية الثلاثة مع صندوق طاقة يتحكم في 205 مفتاح طريق و33 نقطة عبر شبكة من 1400 محولات. من عام 1960 إلى عام 1966شهدت أعمال الكهرباء على خط الساحل الغربي الرئيسي بين لندن ومانشستر أنطلاق قطار ميدلاند بولمان جديدة من مانشستر إلى سانت بانكراس. تم سحب هذه القطارات والقطارات المتجهة إلى جلاسكو بعد الانتهاء من إعادة بناء محطة يوستون وتوحيد هذه الخدمات.

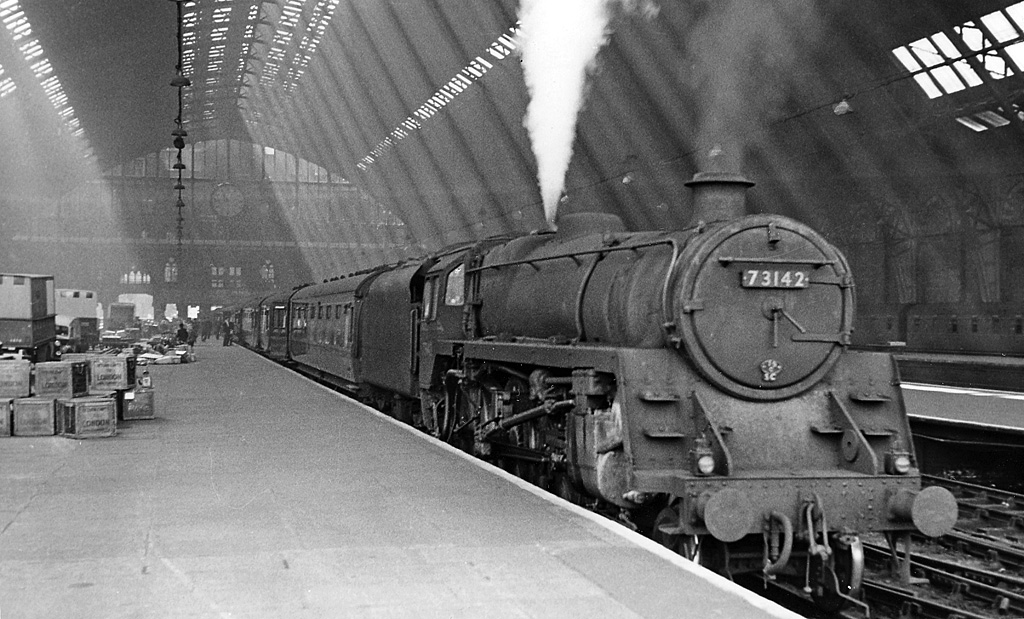
قطار اكسبرس إلى ليستر في انتظار المغادرة عام 1957

بحلول الستينيات من القرن الماضي كان يُنظر إلى محطة سانت بانكراس على أنها فائضة عن الحاجة وتم إجراء عدة محاولات لإغلاقها وهدم الفندق (المعروف آنذاك باسم سانت بانكراس شامبرز). أثارت هذه المحاولات معارضة قوية وناجحة مع الحملة التي قادها الشاعر جون بيتجمان. جين هيوز فوسيت من جمعية فيكتوريا لها دور فعال في الحفاظ عليها وأطلق عليها مسؤولو السكك الحديدية البريطانية لقب «السيدة الغاضبة فوسيت». شهد العديد من المتظاهرين هدم قوس ايوستن القريب قبل بضع سنوات وكانوا يعارضون بشدة بسبب هندسة المعمارية المميزة لسانت بانكراس التي عانت من نفس المصير. أصبحت المحطة مبنى من الدرجة الأولى في نوفمبر 1967 مما منع أي تعديلات جذرية. ألغت شركة سكك الحديد البريطانية المخططات في ديسمبر 1968 مدركة أن تحديث الفندق كان أكثر فعالية من حيث التكلفة على الرغم من عدم رغبتهم في امتلاكه.
في سبعينيات القرن الماضي كان سقف سقيفة القطارات معرضًا لخطر الانهيار وأقنع مدير شئون البيئة المعين حديثًا برنارد كوكاس الشركة باستثمار 3 ملايين جنيه إسترليني لإنقاذها. في عام 1978 قالت إحدى مقالات «برايفت آي» إن شركة السكك الحديدية البريطانية أرادت حقًا هدم محطة سانت بانكراس ولكن عارضها «الكثير من العاطفيين ذوي الشعر الطويل» و «البيروقراطيين مجهولي الهوية» وأشادوا بمباني المكاتب التي حلت محل قوس يوستون.
بعد تقسيم السكك الحديدية البريطانية في عام 1986 تم تحويل خدمات الخط الرئيسي إلى شرق ميدلاندز من قبل قطاع انترسيتي كما نٌقل خدمات الضواحي إلى سانت البانز ولوتون وبيدفورد بواسطة شركة نتورك ساوث ايست. في عام 1988 أُعيد فتح نفق سنو هيل مما أدى إلى إنشاء طريق تايمز لينك وما نتج عنه من تحويل غالبية قطارات الضواحي إلى المسار الجديد. استمرت القطارات التي تعمل على خط ميدلاند الرئيسي إلى ليستر ونوتنجهام وشيفيلد في خدمة المحطة بالإضافة إلى عدد قليل من خدمات الضواحي إلى بيدفورد ولوتون.نتج عن هذا عدد قطارات قليلة في الساعة الواحدة وتركت المحطة غير مستغلة بالكامل.
بعد خصخصة السكك الحديدية البريطانية تم منح امتياز خدمة قطارات المسافات الطويلة من سانت بانكراس إلى شركة ميدلاند ماين لاين وهي شركة تشغيل قطارات مملوكة لشركة ناشونال اكسبرس بدءًا من 28 أبريل 1996. تم تشغيل قطارات الضواحي القليلة المتبقية التي لا تزال تعمل في سانت بانكراس من قبل شركة تشغيل قطار تايمز لينك المملوكة لشركة جوفيا اعتبارًا من 2 مارس 1997.
تم تشغيل عدد صغير من القطارات من وإلى ليدز ويرجع ذلك أساسًا إلى أن مجموعات القطار عالية السرعة تم صيانتها هناك وكانت تعمل بالفعل فارغة شمال شيفيلد. خلال عملية إعادة البناء الرئيسية في العقد الأول من القرن الحادي والعشرين لخط الساحل الغربي الرئيسي استضافت سانت بانكراس مرة أخرى بشكل مؤقت قطارات مباشرة ومنتظمة بين المدن إلى مانشستر هذه المرة عبر طريق هوب فالي تحت عنوان مشروع ريو.

## محطة دولية

### إعادة البناء

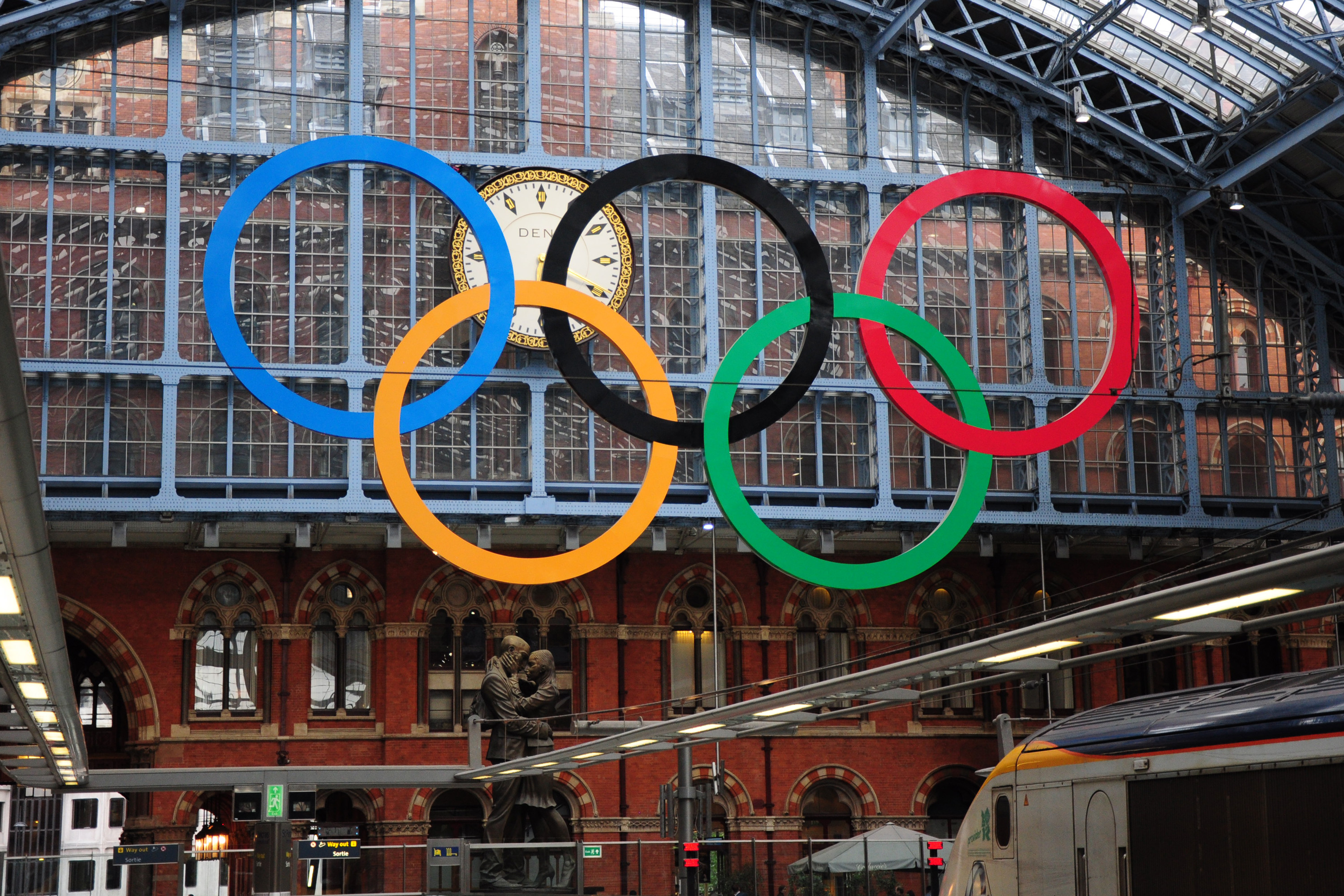
مكان اللقاء والحلقات الأولمبية لدورة الألعاب الأولمبية الصيفية لعام 2012

بحلول أوائل عام 2004 اكتمل الجانب الشرقي من سقيفة القطارات الممتدة وأُغلقت سقيفة قطار بارلو أمام القطارات. اعتبارًا من 12 أبريل 2004 انتقلت قطارات ميدلاند ماين لاين إلي محطة مؤقتة تحتل الجزء الشرقي من الامتداد المجاور مباشرة للمدخل.
باعتباره جزءا من بناء الجانب الغربي من سقيفة القطارات الجديدة التي بدأت الآن تم إنشاء مبنى تحت الأرض لإيواء منصات جديدة لتايمز لينك والتي كانت تعمل جزئيًا في هذه المرحلة تحت المحطة الموسعة. من أجل أن يحدث هذا تم إغلاق أنفاق تايمز لينك الحالية بين محطة مدينة كينتش ومحطة كينغز كروس تايمز لينك بين 11 سبتمبر 2004 و 15 مايو 2005 أثناء تنفيذ الأعمال. تم إنهاء خدمات تايمز لينك في الشمال في نفس المنصات بينما تم إنهاء الخدمات في الجنوب في محطة كينغز كروس تايمز لينك.
عندما أٌعيد فتح الخطوط كان صندوق المحطة الجديد لا يزال مجرد مبنى خرساني عاري ولا يمكن أن يأخذ الركاب. عادت قطارات تايمز لينك إلى مسارها السابق لكنها مرت عبر صندوق المحطة دون توقف. على الرغم من الضغط من قبل مشغلي السكك الحديدية الذين يرغبون في رؤية المحطة مفتوحة في نفس الوقت باسم محطة سانت بانكراس الدولية فشلت الحكومة في توفير تمويل إضافي للسماح بإكمال أعمال التجهيز فورًا بعد حظر الخط. في النهاية في 8 فبراير 2006 أعلن أليستير دارلينج وزير الدولة للنقل عن 50 مليون جنيه إسترليني تمويل لتجهيز المحطة بالإضافة إلى 10-15مليون جنيه إسترليني أخرى لتركيب الإشارات المصاحبة وغيرها من الأعمال الجانبية.

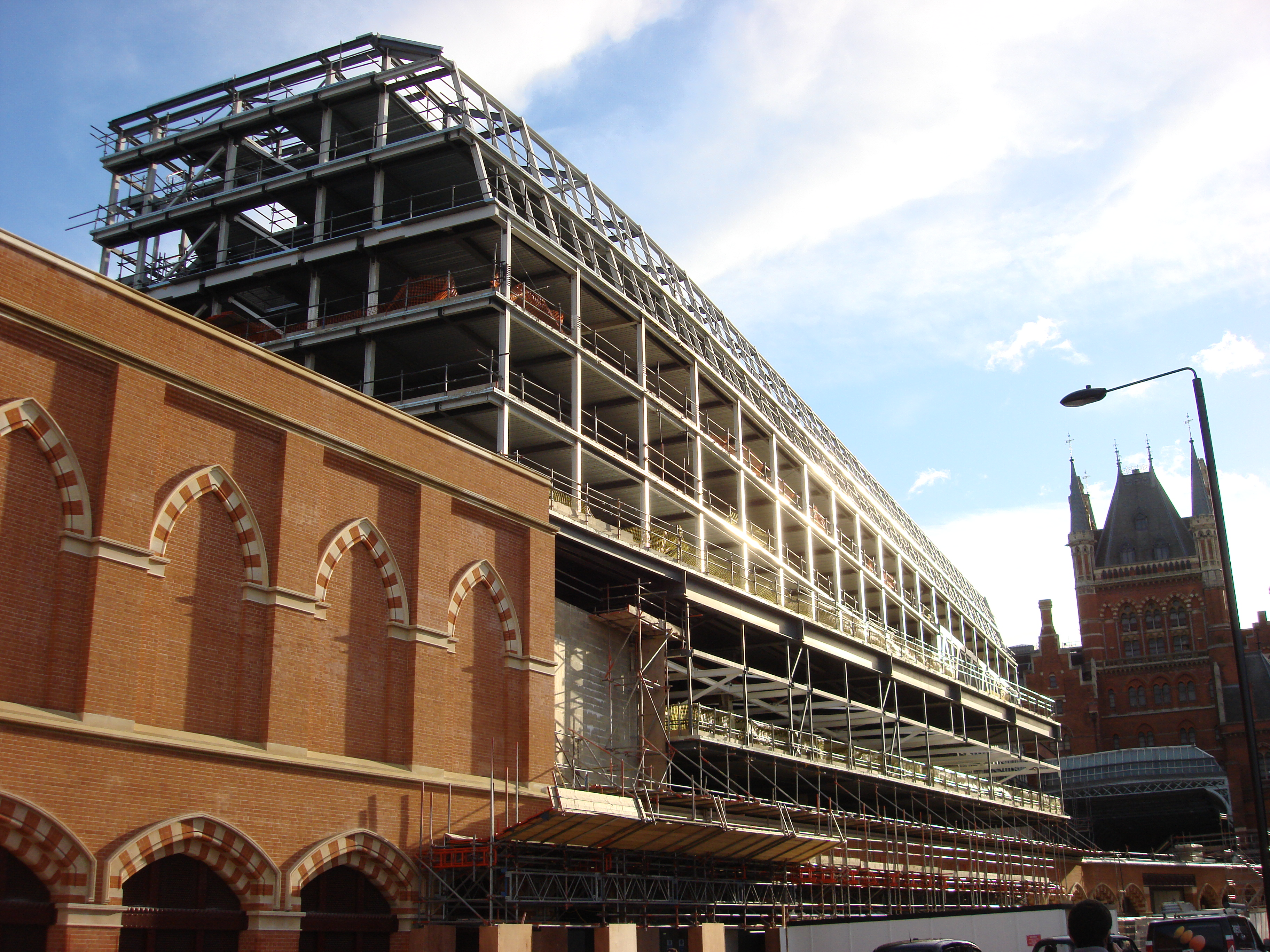
امتداد فندق سانت بانكراس رينيسانس لندن قيد الإنشاء.

تم تصميم أعمال التجهيز من قبل شابمان تايلور  وأروب (يوروستار) وتم الانتهاء منها بواسطة شركة أي اس جي  بالتعاون مع بكتل كمديرين للمشروع. كان العميل هو شركة لندن والسكك الحديد القارية. في عام 2005 تم منح الموافقة على التخطيط لتجديد مبنى فندق ميدلاند جراند السابق مع وجود خطط لتجديده وتوسيعه كفندق ومجمع سكني. تم افتتاح الفندق الذي تم تجديده حديثًا للضيوف في 21 مارس 2011 بحفل افتتاح كبير في 5 مايو. بحلول منتصف عام 2006 تم الانتهاء من الجانب الغربي من سقيفة القطار. كانت تكلفة إعادة البناء في حدود 800 جنيه إسترليني مليون  اعلى من التقدير الأولي البالغ 310 مليون جنيه إسترليني .

### الأفتتاح
في أوائل نوفمبر 2007 أجرت يوروستار برنامج اختبار شارك فيه حوالي 6000 فرد من الجمهور في إجراءات تسجيل وصول الركاب وتجارب المغادرة حيث قام «الركاب» كل منهم بثلاث رحلات ذهاب وعودة من سانت بانكراس إلى المدخل نفق لندن. في 4 سبتمبر 2007 انطلق أول قطار تجريبي من محطة الشمال في باريس إلى محطة سانت بانكراس. تم تكليف رسام الأطفال كوينتن بليك بتقديم لوحة جدارية ضخمة لـ «لجنة ترحيب خيالية» كتمويه لأحد المباني المتبقية في مبنى ستانلي الجنوبي المقابل مباشرة لمخرج المحطة. أعيد افتتاح محطة سانت بانكراس رسميًا باسم محطة سانت بانكراس الدولية وتم إطلاق خدمة هاي سبيد 1 في 6 نوفمبر 2007 من قبل الملكة إليزابيث الثانية ودوق إدنبرة. تم تمديد الخدمات إلى روتردام وأمستردام في أبريل 2018.
خلال حفل الافتتاح ألقى الممثل تيموثي ويست مثلما فعل هنري بارلو كلمة أمام الجمهور والتي استضافتهم أيضًا الأوركسترا الملكية الفيلهارمونية والمغنيان ليمار وكاثرين جينكينز. في مجموعة تم تنظيمها بعناية وصل أول قطار من الدرجة 395 وقطارين من الفئة 373 عبر سحابة من الجليد الجاف في منصات مجاورة في غضون ثوانٍ من بعضهما البعض. خلال الحفل تم الكشف عن تمثال برونزي كبير لبول داي باسم مكان اللقاء. في احتفال أصغر بكثير في 12 نوفمبر 2007 تم الكشف عن التمثال البرونزي لجون بيتجمان للنحات مارتن جينينغز في حضور ابنة بيتجمان الكاتبة كانديدا ليسيت جرين. بدأت الخدمة العامة بقطار يوروستار عبر هاي سبيد 1 في 14 نوفمبر 2007. في احتفال صغير أخرى قام موظفو المحطة بقص شريط يؤدي إلى منصات يوروستار. في نفس الشهر تم نقل خدمات ايست ميدلاندز إلى صاحب امتياز جديد وهي شركة القطارت ايست ميدلاند. تم افتتاح منصات تايمز لينك منخفضة المستوى في 9 ديسمبر 2007 لتحل محل كينغز كروس تايمز لينك.
احتفظت محطة سانت بانكراس بسمعة طيبة لامتلاكها واحدة من أكثر الواجهات شهرة في جميع محطات لندن والمعروفة باسم «كاتدرائية السكك الحديدية».  في أفضل 100 محطة سكة حديد في بريطانيا من تأليف سيمون جنكينز كانت المحطة واحدة من عشر محطات فقط تم منحها خمس نجوم. تحتوي المحطة على لافتات ثنائية اللغة باللغتين الفرنسية والإنجليزية وهي واحدة من القلائل في إنجلترا التي تفعل ذلك. كانت تعتبر محطة السكك الحديدية الأكثر ملاءمة للركاب في أوروبا في مؤشر تم إنشاؤه في عام 2020 من قبل مركز اختيار المستهلك.

### التؤامة
في أكتوبر 2019، تم توأمة محطة سانت بانكراس مع محطة بوردو سان-جون في بوردو في فرنسا. تم إنشاء التؤامة على أمل أن تتمكن شركة قطارات عالية السرعة من ربط المحطتين وتم الإعلان عنها في حفل ترأسه كلود سولارد المدير العام لـ الشركة الوطنية للسكك الحديدية بفرنسا.

## الخدمات
تحتوي محطة سانت بانكراس على أربع مجموعات من المنصات على مستويين يمكن الوصول إليها عبر الردهة الرئيسية على مستوى الأرض. تحتوي المجموعة الموجودة تحت السطح من خلال المنصتين A و B ويحتوي المستوى العلوي على ثلاث مجموعات من المنصات الطرفية: المنصات المحلية 1-4 و11-13 على كل جانب من المنصات الدولية 5-10. تخدم المنصتان A وB تايمز لينك، و1-4 تتصل بخط ميدلاند الرئيسي بينما تؤدي المنصات 11-13 إلى هاي سبيد 1، لا يوجد اتصال بين الخطين باستثناء وجود انحياز للصيانة خارج المحطة. هناك أيضا مجموعة متنوعة من المتاجر والمطاعم داخل ردهة المحطة.

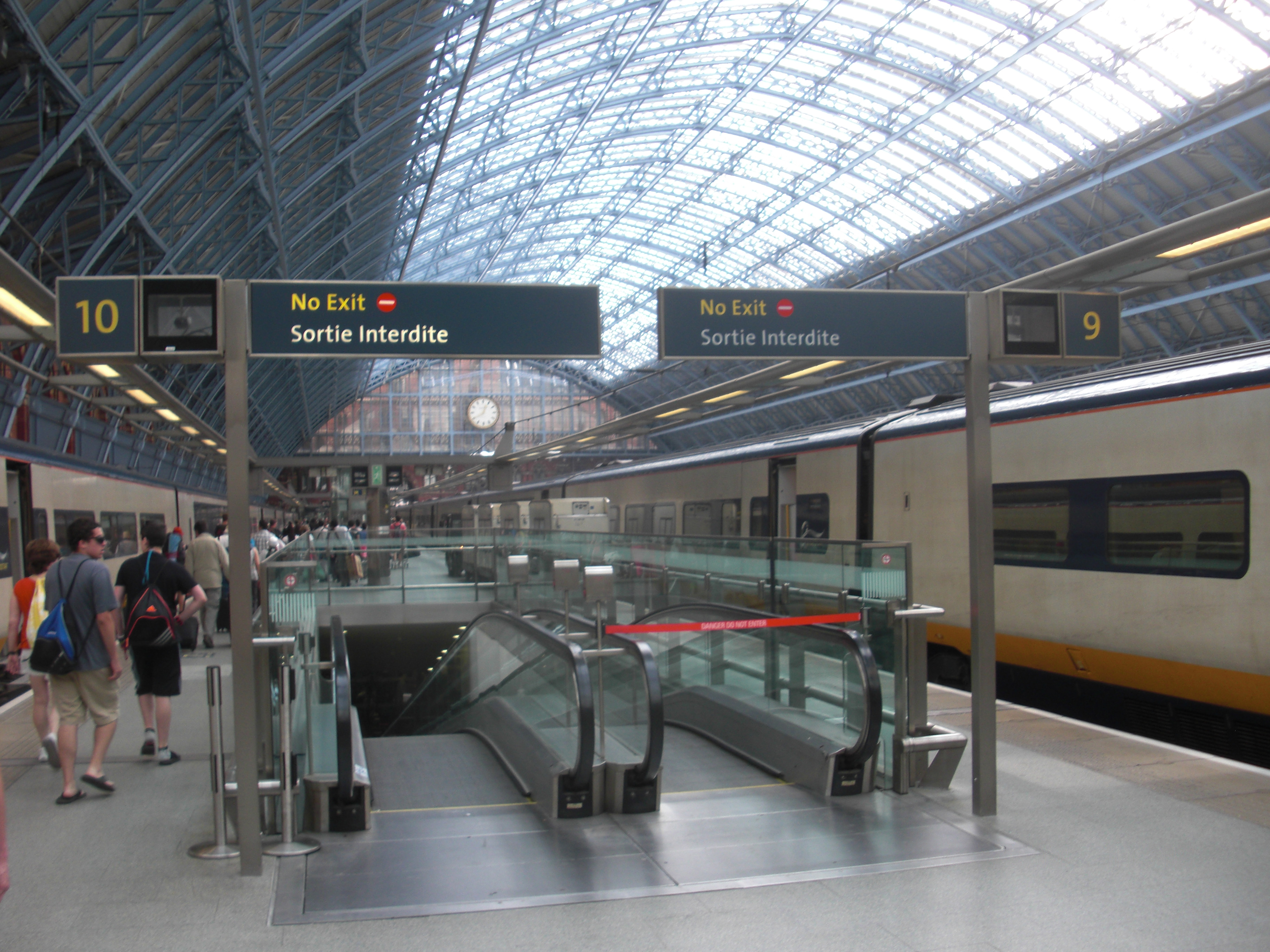
الوصول على إحدى منصات يوروستار

المحطة هي محطة لندن لقطارات يوروستار عالية السرعة إلى باريس وبروكسل وأمستردام وليل عبر نفق القناة. وهي أيضًا محطة خدمات سكة حديد إيست ميدلاندز من لندن إلى ديربي وليستر ونوتنجهام وشيفيلد والمدن الأصغر في الطريق. تغادر القطارات المحلية عالية السرعة إلى كينت التي تديرها ساوث ايسترن مثلما تفعل قطارات شركة يوروستار وشركة ايست ميدلاندز.
المحطة هي واحدة من محطات السكك الحديدية القليلة نسبيًا في إنجلترا التي تتميز بلافتات متعددة اللغات باللغتين الإنجليزية والفرنسية. في مارس 2014 كُلف فريق العلاقات العامة بالمحطة بإجراء دراسة حول الكلمات المنطوقة بشكل خاطئ نتيجة إشارة الركاب إلى المحطة باسم «سانت بانكرياس».

## الخدمات المحلية

### سكة حديد ايست ميدلاندز
منذ عام 2019 كانت المنصات 1-4 هي المحطة الجنوبية لقطارات خط ميدلاند الرئيسي التي تديرها شركة ايست ميدلاندز من وإلى إيست ميدلاندز ويوركشاير وكوربي وكيترينج وليستر ونوتنجهام وديربي وتشيسترفيلد وشيفيلد. تنطلق قطارات المناسبات أيضًا إلى ميلتون موبري ولينكولن وليدز ويورك وسكاربورو. من سبتمبر 2018 وفي غير وقت الذرة خلال جدول الأثنين للسبت كان يوجد 5 خمسة خطوط في الساعة الواحدة: 3 بسرعة عالية و 2بنصف السرعة.
| نمط الخدمة | االوجهة  | يمر بـــ                                                                               | المخزن الرئيسي | وقت الرحلة      |
| ---------- | -------- | -------------------------------------------------------------------------------------- | -------------- | --------------- |
| XX: 02     | شيفيلد   | ليستر، ديربي، تشيسترفيلد                                                               | 222            | ساعتان ودقيقة   |
| XX: 05     | نوتنغهام | مطار لوتون باركواي، بيدفورد، ويلينجبورو، كيترينج، ماركت هاربورو، ليستر، لوبورو، بيستون | 222            | ساعة و52 دقيقة  |
| XX: 31     | شيفيلد   | ليستر، لوبورو، إيست ميدلاندز باركواي، لونغ إيتون، ديربي، تشيسترفيلد                    | 222            | ساعتين 15 دقيقة |
| XX: 34     | نوتنغهام | ماركت هاربورو، ليستر                                                                   | HST            | ساعة 40 دقيقة   |
| XX: 47     | كوربي    | لوتون، بيدفورد، ويلينجبورو، كيترينج                                                    | 222            | ساعة و10 دقائق  |